# Constantin Niță
Constantin Niță, né le 27 novembre 1955 à Miroslovești, est un homme politique roumain membre du Parti social-démocrate (PSD). Il est ministre de l'Économie entre mars et décembre 2014.

## Biographie

### Un économiste formé sous le communisme
Il accomplit son service militaire obligatoire entre 1973 et 1974, puis rentre à l'université de Iaşi où il étudie les sciences économiques. Diplômé en économie industrielle en 1978, il devient directeur des ventes et de l'export dans une entreprise de camions à Brașov et intègre la faculté de droit de l'université.
En 1983, il obtient son diplôme de droit et un poste d'économiste à I.C.E., une société d'import-export également installée à Brașov. Il quitte l'entreprise en 1986, lorsqu'il est nommé chef d'agence du Bureau du tourisme et des transactions de la ville.

### Le passage à la démocratie et dans le privé
Avec la fin du communisme en 1990, il rejoint le secteur privé où il exerce des fonctions d'encadrement et de direction. Il adhère en 1994 au Parti social-démocrate et entame en 1995 un doctorat de sciences économiques à l'université de Iaşi. Il l'achève avec succès cinq ans plus tard.

### Ascension politique
À l'occasion des élections législatives du 26 novembre 2000, il est élu à la Chambre des députés. Il devient alors secrétaire du bureau de la Chambre, puis vice-président en 2003.
À la suite des élections législatives du 28 novembre 2004, il est élu vice-président du groupe parlementaire social-démocrate. Il entre en 2005 au comité exécutif du PSD puis se voit investi vice-président du parti l'année suivante.

### Ministre par trois fois
Le 22 décembre 2008, un gouvernement de grande coalition entre le Parti démocrate-libéral (PDL) et le PSD est formé, sous la direction d'Emil Boc. Constantin Niță est choisi pour y siéger, en tant que ministre des Petites et moyennes entreprises, du Commerce et du Milieu des affaires. Il quitte ce poste dès le 1er octobre 2009, du fait de la rupture de la coalition.
Il revient au gouvernement après les élections législatives du 9 décembre 2012 en devenant ministre délégué à l'Énergie le 21 décembre. Le 4 mars 2014, il est nommé ministre de l'Économie.
Il est remplacé par Mihai Tudose le 14 décembre suivant.

### Vie privée
Il est marié et père d'un enfant.